# Kolný
Kolný (též Kolné, německy Kolny) je malá vesnice, část města Lišov v okrese České Budějovice v Jihočeském kraji. Nachází se asi šest kilometrů severozápadně od Lišova. Prochází zde silnice II/146. Kolný je také název katastrálního území o rozloze 9,68 km².

## Historie
Pravděpodobné založení vesnice spadá do 13.–14. století. První písemná zmínka o vesnici pochází z roku 1490. Vesnice patřila do hlubockého panství. V 16. století zde byla i krčma. Roku 1926 byla vesnice elektrifikována a založena knihovna. V roce 1953 bylo založeno jednotné zemědělské družstvo.

## Obyvatelstvo
| Rok            | 1869 | 1880 | 1890 | 1900 | 1910 | 1921 | 1930 | 1950 | 1961 | 1970 | 1980 | 1991 | 2001 | 2011 | 2021 |
| -------------- | ---- | ---- | ---- | ---- | ---- | ---- | ---- | ---- | ---- | ---- | ---- | ---- | ---- | ---- | ---- |
| Počet obyvatel | 122  | 117  | 116  | 109  | 108  | 116  | 105  | 77   | 83   | 94   | 76   | 73   | 59   | 63   | 49   |
| Počet domů     | 20   | 21   | 21   | 20   | 20   | 19   | 22   | 28   | 82   | 24   | 20   | 25   | 25   | 27   | 28   |

## Obecní správa
Po roce 1850 patřila vesnice pod Velechvín, v letech 1924–1943 byla samostatnou obcí, v letech 1943–1945 patřila pod Lhotice. V letech 1945–1980 byla znovu samostatnou obcí. 1. července 1980 se staly součástí Lišova. Od 12. června 1960 do 30. června 1980 k obci patřily Červený Újezdec a Lhotice a od 14. června 1964 do 30. června 1980 také Velechvín.

## Pamětihodnosti
- Usedlost čp. 2
- Zaniklá vesnice

### Kaple svatého Floriána
Návesní síňová kaple datovaná rokem 1834 byla postavena na náklady dvanácti místních sedláků a rychtáře Tomáše Martina. V roce 2016 byla naplánována a provedena rekonstrukce. Oprava zahrnovala odvlhčení zdiva s venkovní drenáží zaústěnou do dešťové kanalizace, novou podlahu, opravu omítek, nový krov krytý pálenými bobrovkami, nové měděné klempířské prvky, repasi křížku a cibule. Dále pak následovala instalace elektrického zvonění a osazení nových dubových dveří s žaluzií.

## Rodáci
- František Novotný, ředitel pražské reálky
- Josef Novotný, geograf
- Vojtěch Novotný-Kolenský, profesor v Litomyšli, historik

Z oblasti Kolného pochází Jan Nepomuk Kubitschek (Kubíček), předek Juscelina Kubitscheka, brazilského prezidenta.

## Galerie

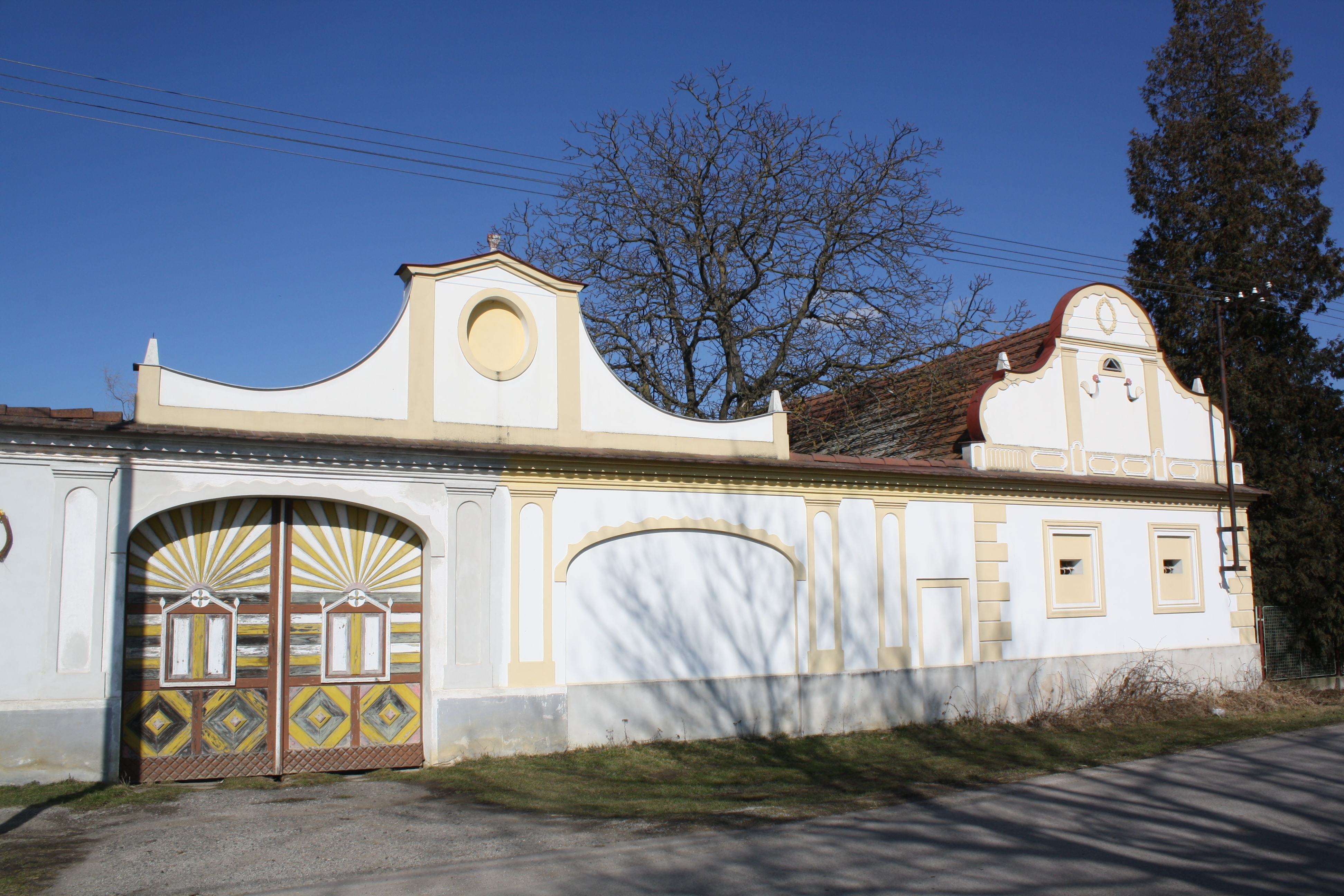
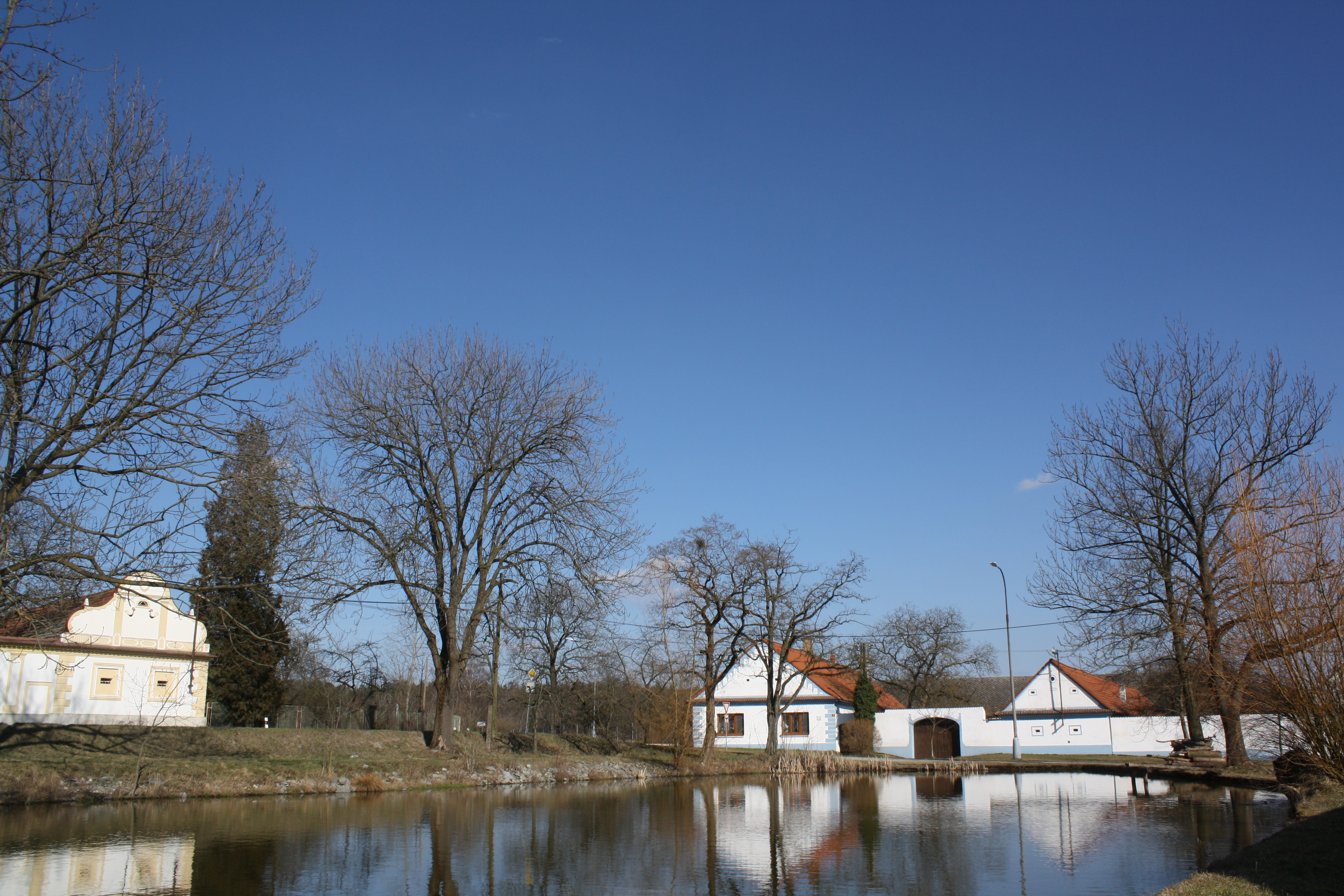
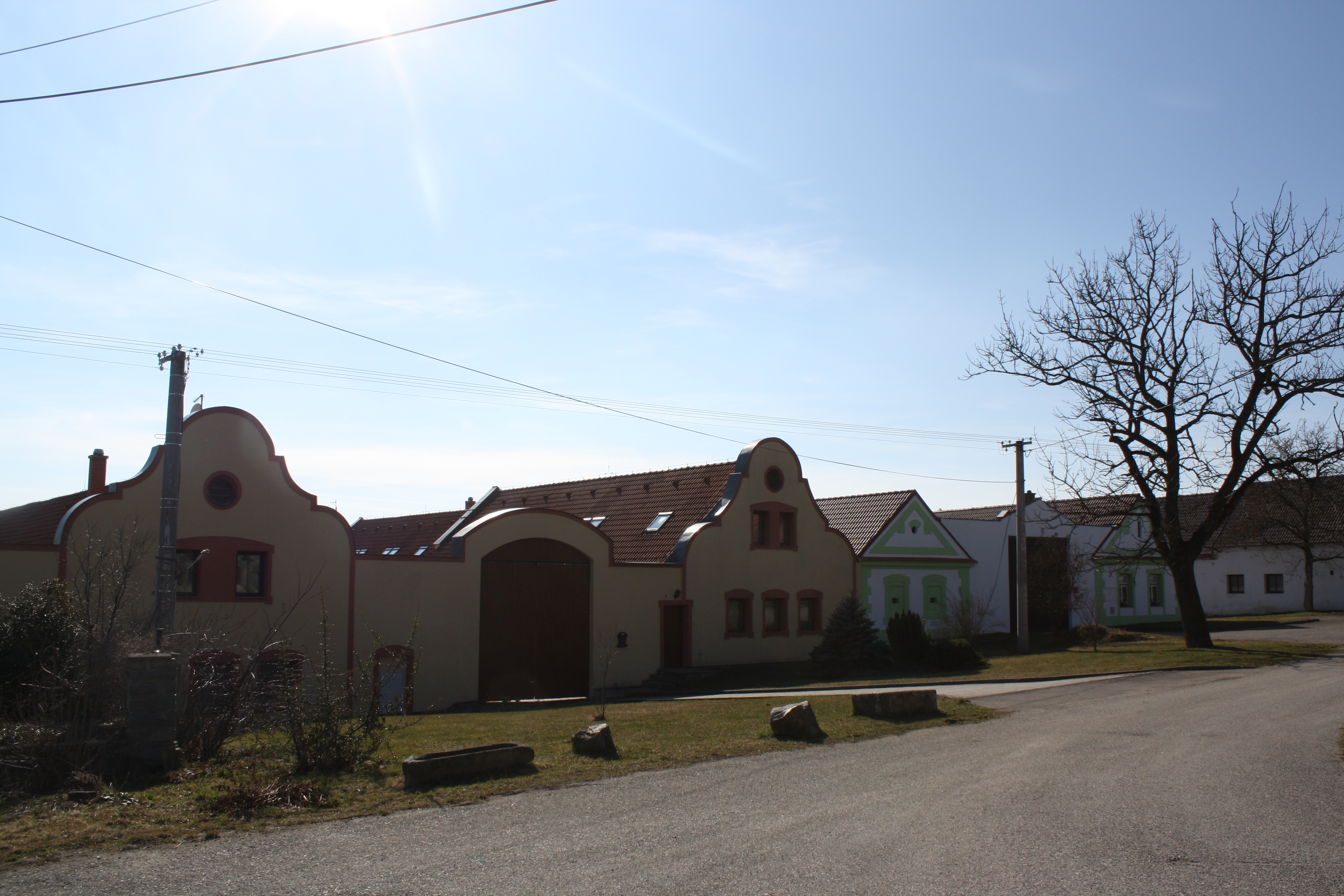